# Albaniola moraveci
Albaniola moraveci es una especie de escarabajo del género Albaniola, familia Leiodidae. Fue descrita por Udržal y Moravec en 1999.

## Distribución
Se encuentra en Macedonia del Norte.